# 久遠恵
久遠 恵（ひさとお けい、1957年 -）は、日本の小説家、推理作家。
滋賀県大津市出身。立命館大学経済学部卒業。1994年、『SHADOW BOXING』が第14回横溝正史賞の最終候補作に選ばれる（選考委員:権田萬治、佐野洋、夏樹静子、森村誠一）。1995年、「ボディ・ダブル」で第17回小説推理新人賞を受賞する（選考委員:北方謙三、高橋克彦、三好徹）。

## 作品リスト

### アンソロジー
「」内が久遠恵の作品
- 小説推理新人賞受賞作アンソロジー（2000年10月 双葉文庫）「ボディ・ダブル」